# Haiminger Straße
De Haiminger Straße (L235) is een 1,63 kilometer lange Landesstraße (lokale weg) in het district Imst in de Oostenrijkse deelstaat Tirol. De weg is een zijweg van de Tiroler Straße (B171) en zorgt voor een verbinding met Haiming (670 m.ü.A.). Het beheer van de straat valt onder de Straßenmeisterei Imst.